# Rainer Troppa
Rainer Troppa (Kolkwitz, 2 augustus 1958 – september 2023) was een Duits voetballer die bij voorkeur als verdediger speelde.  

## Carrière
Troppa werd geboren in Kolkwitz. Hij startte zijn voetballoopbaan bij Energie Cottbus. In 1976 ging hij naar Dynamo Berlin. Hij maakte zijn debuut in het Oost-Duitse voetbalelftal in 1981. Troppa speelde 17 wedstrijden voor de nationale ploeg. Hij beëindigde zijn voetbalcarrière in 1989.
Troppa overleed in september 2023.